# 国会議員一覧
国会議員一覧（こっかいぎいんいちらん）は、日本の国会議員（衆議院議員および参議院議員）の一覧。
現職の国会議員については以下を参照。
- 衆議院議員一覧（しゅうぎいんぎいんいちらん）
- 参議院議員一覧（さんぎいんぎいんいちらん）

## 元国会議員
元国会議員（元衆議院議員および元参議院議員）のうち現在記事が執筆されている、または近日執筆予定である者の一覧を以下に示す（五十音順）。
※なお、括弧内は議員在任期間。

### あ
- 逢沢寛
- 逢沢英雄（1976年 - 1983年）
- 相澤英之（1976年 - 2003年）
- 愛知和男
- 愛知揆一（1950年 - 1973年）
- 愛知治郎（2001年-2019年）
- 愛野興一郎
- 青木一男
- 青木茂
- 青島幸男（1968年 - 1989年、1992年 - 1995年）
- 青山周平
- 青山丘（1976年 - 1990年、1993年 - 2005年）
- 赤池誠章
- 赤城宗徳（1952年 - 1976年、1979年 - 1990年）
- 赤松広隆
- 秋葉賢也
- 秋元司
- 秋本真利
- 浅沼稲次郎（1936年 - 1960年）
- 芦田均（1932年 - 1959年）
- 飛鳥田一雄（1953年 - 1963年、1979年 - 1983年）
- 東祥三（1990年 - 2003年、2009年 - 2012年）
- 畦元将吾（2019年 - 2024年）
- 穴見陽一
- 安倍晋三 (1993年 - 2022年)
- 安倍晋太郎（1958年 - 1991年）
- 甘利明
- 甘利正
- 鮎川金次郎
- 荒井聰
- 新井将敬（1986年 - 1998年）
- 荒舩清十郎
- 有田喜一
- 有田八郎
- 粟屋敏信（1986年 - 2003年）
- 五十嵐広三
- 池内沙織
- 池田勇人（1949年 - 1965年)
- 池田正之輔
- 池田道孝
- 池田佳隆
- 池田幹幸
- 石井啓一
- 石井紘基
- 石井拓
- 石井正弘
- 石上俊雄
- 石田幸四郎
- 石田勝之
- 石田祝稔
- 石田博英
- 石橋湛山
- 石橋政嗣
- 石原慎太郎
- 石原伸晃
- 石原正敬
- 石本茂
- 礒崎陽輔（2007年-2019年）
- 市川房枝
- 市川雄一
- 出光佐三
- 井戸正枝（2009年 - 2012年)
- 伊藤英成
- 伊藤茂
- 伊藤信太郎
- 伊藤宗一郎
- 伊東秀子
- 伊東正義
- 伊藤渉
- 稲津久
- 稲葉修
- 犬養健
- 井上喜一（1986年 - 2009年）
- 井上敏夫（1908年 - 1913年）
- 井上義久
- 井原巧
- 伊吹文明
- 今泉昭
- 今津寛
- 今村雅弘
- 岩井茂樹
- 岩永裕貴
- 上田哲
- 植竹繁雄
- 上野宏史
- 宇佐美登
- 内田常雄
- 宇野治
- 宇野宗佑（1960年 - 1996年)
- 生方幸夫
- 江﨑鐵磨
- 江崎真澄
- 江﨑洋一郎
- 江田五月
- 江田三郎（1963年 - 1977年）
- 江田康幸
- 衛藤晟一
- 衛藤征士郎
- 江藤隆美
- 江本孟紀（1992年 - 2004年）
- 扇千景（1977 - 1989年、1993 - 2007年）
- 大出彰
- 大内啓伍
- 大口善徳
- 大久保直彦
- 大隈和英
- 大島理森
- 太田昭宏
- 太田正孝
- 太田昌孝
- 大塚高司
- 大塚拓
- 大西英男
- 大西正男
- 大沼瑞穂（2013年 - 2019年）
- 大野伴睦
- 大野元裕
- 大野泰正
- 大橋巨泉
- 大平正芳（1952年 - 1980年）
- 大村秀章
- 小笠原三九郎
- 岡田広
- 岡田正勝
- 小川敏夫
- 荻原健司
- 奥田敬和
- 奥野信亮
- 奥野誠亮
- 小倉將信
- 小此木八郎
- 小此木彦三郎
- 尾崎行雄（1890年 - 1953年）
- 小里貞利
- 小里泰弘
- 小島敏男
- 小島敏文
- 小田原潔
- 越智隆雄
- 越智通雄
- 尾辻秀久
- 音喜多駿
- 小野泰輔
- 小渕恵三（1963年 - 2000年）
- 尾身朝子
- 尾身幸次

### か
- 海部俊樹
- 嘉数知賢
- 加賀谷健
- 柿沢弘治
- 柿沢未途
- 笠井亮
- 鹿島守之助
- 梶山静六
- 加治屋義人
- 梶原康弘
- 春日一幸
- 片岡直輝
- 片岡直温
- 片山虎之助
- 勝沼栄明
- 勝間田清一
- 加藤寛治
- 加藤紘一（1972年 - 2002年、2003年 - 2012年）
- 加藤六月（1967年 - 2000年）
- 加藤鐐五郎（1924年 - 1946年、1952年 - 1963年）
- 門博文
- 金田勝年
- 金丸信（1958年 - 1992年）
- 金子一平
- 金子岩三
- 金子一義
- 金子俊平
- 金子原二郎
- 金子万寿夫
- 金子満広
- 神谷昇
- 紙智子
- 神山佐市
- 亀井静香（1979年 - 2017年）
- 亀岡偉民
- 鴨下一郎
- 賀屋興宣
- 河井案里
- 河井克行
- 河上丈太郎
- 川崎正蔵
- 川崎二郎
- 川島正次郎
- 川田悦子
- 川端達夫
- 河村勝
- 河村建夫
- 菅家一郎
- 神田厚
- 神田裕
- 菅直人
- 木内四郎
- 黄川田徹
- 木倉和一郎
- 岸田文武
- 岸信夫（2004 - 2012年、2012 - 2023年）
- 岸信介（1942年 - 1943年、1953年 - 1979年）
- 北川石松
- 北側一雄
- 北川知克
- 北村茂男
- 北村誠吾
- 北村直人
- 木部佳昭
- 木村武雄
- 木村哲也
- 木村守男
- 木村弥生
- 木村義雄
- 旭道山和泰
- 清瀬一郎
- 鯨岡兵輔
- 久保亘
- 熊谷弘
- 熊代昭彦
- 倉田寛之
- 栗原君子（1992 - 1998年）
- 栗本慎一郎
- 黒澤酉蔵
- 黒田長礼
- 黒柳明
- 桑原豊
- 源田実
- 小池政恩
- 小池正勝
- 小池百合子
- 小泉純一郎（1972 - 2009年）
- 小泉純也（1937年 - 1945年、1952年 - 1969年）
- 河野一郎
- 河野謙三
- 高村坂彦
- 高村正彦
- 河本三郎（1992年 - 2000年、2003年 - 2009年）
- 河本敏夫（1949 - 1996年）
- 高良とみ
- 郡和子
- 古賀潤一郎
- 穀田恵二
- 小坂善太郎
- 小坂徳三郎
- 小斉平敏文
- 小平忠
- 伍堂卓雄
- 後藤田正純
- 後藤田正晴
- 五島正規
- 小西理
- 小林興起
- 小林絹治（1932 - ？、1952年 - 1960年）
- 小林正巳（1972 - 1979年）
- 小松裕
- 小森龍邦（1990 - 1996年）
- 近藤鉄雄
- 今野東
- ガーシー（東谷義和）（2022 - 2023年）

### さ
- 斎藤邦吉
- 斎藤十朗
- 斎藤隆夫
- 酒井忠正
- 阪上善秀
- 坂田道太
- 坂本昭
- 坂本金弥
- 坂本三十次
- 坂本由紀子
- 桜内義雄
- 桜田義孝
- 迫水久常
- 佐々木更三
- 佐々木隆博
- 佐々木秀典
- 佐々木良作
- 笹山登生
- 佐田玄一郎
- 佐藤明男
- 左藤章
- 佐藤栄作（1949年 - 1975年）
- 佐藤謙一郎
- 佐藤茂樹
- 佐藤敬夫
- 佐藤孝行
- 佐藤泰三
- 佐藤信秋
- 左藤恵
- 佐藤ゆかり
- 鮫島宗明
- 沢たまき（1998年 - 2003年）
- 澤雄二
- 山東昭子
- 椎名悦三郎
- 塩川正十郎
- 塩崎恭久
- 塩崎潤
- 塩谷立
- 志賀節
- 重宗雄三
- 七条明
- 幣原喜重郎
- 篠田弘作
- 島田久
- 島田俊雄
- 下地幹郎
- 下村博文
- 正力松太郎（1955年 - ？）
- 白川勝彦
- 白須賀貴樹
- 陣内孝雄
- 新村源雄
- 水道橋博士
- 末広まきこ
- 菅野悦子（1990年 - 1993年）
- 杉田水脈
- 杉村太蔵
- 鈴木克昌
- 鈴木善幸（1947年 - 1990年）
- 鈴木茂三郎（1946年 - 1967年）
- 砂田圭佑
- 砂田重民
- 首藤信彦（2000 - 2005年、2009 - 2012年）
- 瀬戸山三男
- 園田直
- 園田天光光

### た
- 大松博文
- 高木美智代
- 高木陽介
- 高木義明
- 高瀬荘太郎
- 高橋昭一（2009年 - 2012年）
- 高橋比奈子
- 田川誠一
- 滝実
- 竹入義勝
- 竹内藤男
- 竹下登（1958年 - 2000年）
- 竹下亘
- 竹中平蔵
- 武知勇記
- 武田良太
- 武部勤
- 建部遯吾
- 武村正義
- 竹本直一
- 田沢吉郎
- 達増拓也
- 田中伊三次（1942年 - 1983年）
- 田中角栄（1947年 - 1990年）
- 田中直紀
- 田中英夫
- 田中眞紀子
- 田中康夫
- 田中六助
- 田邊圀男
- 田邊七六
- 田邊誠
- 谷洋一
- 谷垣禎一
- 谷垣専一
- 谷川和穂
- 谷川昇
- 谷川弥一
- 玉置一徳
- 玉置和郎
- 玉城デニー
- 田村元
- 樽井良和
- 千田正（1947年 - 1962年）
- 塚田一郎（2007年-2019年）
- 塚田十一郎
- 塚原俊平
- 塚本三郎
- 辻第一（1979年 - 1993年、1996年 - 2000年）
- 辻政信
- 辻恵
- 津島恭一
- 土屋義彦
- 都築譲
- 堤康次郎
- 鶴岡洋
- 鶴見祐輔
- 手島栄
- 出畑実
- 寺田栄
- 照屋寛徳
- 土井たか子
- 戸井田徹
- 遠山清彦
- 渡嘉敷奈緒美
- 徳川慶光
- 徳田虎雄
- 冨岡勉
- 富田茂之
- 豊田真由子

### な
- 直嶋正行
- 中泉松司
- 中尾栄一
- 中川一郎
- 中川昭一
- 中川俊直
- 中川智子
- 中川秀直
- 中川正春
- 中川雅治
- 中川郁子
- 長崎幸太郎
- 長沢広明
- 中島源太郎
- 長島忠美
- 中島知久平
- 中島真人
- 中島洋次郎（1992年 - 1999年）
- 中野寛成
- 中野譲
- 中西一善
- 中西啓介
- 永末英一
- 中曽根康弘
- 中田宏
- 中村鋭一
- 中村喜四郎
- 中村喜四郎 (1910年生の政治家)
- 中村三之丞
- 中村正三郎
- 中山太郎
- 中山利生
- 中山成彬
- 中山展宏
- 中山福蔵
- 中山マサ
- 中山正暉
- 中山泰秀
- 永岡洋治
- 長尾敬
- 長尾秀樹
- 灘尾弘吉
- 楢崎欣弥
- 成田知巳
- 二階堂進
- 二階俊博
- 中尾栄一
- 永田寿康
- 西尾末広
- 西川京子
- 西川きよし
- 西川太一郎
- 西田信一
- 西村栄一
- 二之湯智（2004年 - 2022年）
- 二之湯武史（2013年 - 2019年）
- 丹羽雄哉
- 根本匠
- 野坂参三
- 能勢和子
- 野末陳平
- 野田毅
- 野田実
- 野中広務
- 信田邦雄
- 野呂昭彦

### は
- 計屋圭宏
- 白眞勲
- 橋本清仁
- 橋本岳
- 橋本登美三郎
- 橋本龍太郎
- 橋本龍伍
- 長谷川峻
- 馳浩
- 畑英次郎
- 秦野章
- 畑野君枝
- 鳩山威一郎
- 鳩山一郎
- 鳩山和夫
- 鳩山邦夫
- 鳩山秀夫
- 鳩山由紀夫
- 浜田幸一
- 浜田卓二郎
- 浜田昌良
- 浜野昇
- 濱村進
- 早川久美子
- 林健太郎
- 林田彪
- 林幹雄
- 原健三郎
- 原陽子
- 原田憲
- 原田憲治
- 原田義昭
- 半田善三
- 樋貝詮三
- 東国原英夫
- 比嘉奈津美
- 百武公親
- 平泉渉
- 平沼赳夫
- 平野貞夫
- 平野達男
- 広川弘禅
- 廣川シズエ　※広川弘禅の妻
- 福井照
- 福島譲二
- 福田赳夫 （1952年 - 1990年）
- 福田一
- 福田昌子
- 福田康夫
- 福家俊一
- 藤枝泉介
- 藤井勝志
- 藤井恒男
- 藤井基之
- 藤尾正行
- 藤田雄山
- 藤田幸久
- 藤波孝生
- 藤巻健史
- 藤山愛一郎
- 船田中
- 古田圭一
- 古屋範子
- 不破哲三
- 星島二郎
- 細川護熙
- 細田博之
- 堀内恒夫
- 保利茂
- 堀越啓仁
- 堀之内久男
- 本名武

### ま
- 前尾繁三郎
- 前川恵
- 前田一男
- 前田房之助
- 牧原秀樹
- 増田甲子七
- 益谷秀次
- 桝屋敬悟
- 町村金五
- 町村信孝
- 町村敬貴
- 松あきら
- 松浦周太郎
- 松平浩一
- 松田竹千代
- 松永光
- 松野信夫
- 松野頼三
- 松宮勲
- 松本和巳
- 松本善明
- 松本大輔
- 松本文明
- 松村謙三
- 丸川珠代
- 丸谷金保
- 丸山和也
- 丸山穂高
- 三日月大造
- 三木武夫（1937年 - 1988年）
- 三木亨
- 三木武吉
- 三沢淳
- 水島広子
- 水田三喜男
- 溝手顕正
- 三塚博（1972年 - 2003年）
- 三ッ林隆志
- 三ッ林裕巳
- 三ッ林弥太郎
- 三ツ矢憲生
- 美濃部亮吉
- 美濃政市
- 御法川英文
- 箕輪登
- 三原朝雄
- 三原朝彦
- 三村申吾
- 宮川典子
- 宮腰光寛
- 宮崎謙介
- 宮澤喜一
- 宮沢胤勇
- 宮本一三
- 宮本顕治
- 宮本岳志
- 三好英之
- 務台俊介
- 武藤貴也
- 武藤嘉文
- 村井仁
- 村岡兼造
- 村上史好
- 村上正邦
- 村越祐民
- 村田敬次郎（1969年 - 2000年）
- 村山富市
- 望月義夫
- 森本晃司
- 森岡正宏
- 森清 (千葉県の政治家)
- 森清 (愛媛県の政治家)
- 森曉
- 森夏枝
- 森矗昶
- 森由起子
- 森美秀
- 森喜朗

### や
- 矢上雅義
- 八木哲也
- 八代英太
- 保岡興治
- 柳本顕
- 柳本卓治
- 矢野絢也
- 山内一郎
- 山川百合子
- 山口和之
- 山口泰明
- 山口敏夫
- 山崎巌
- 山崎猛
- 山崎達之輔
- 山崎摩耶
- 山下貴史
- 山下元利
- 山下徳夫
- 山下善彦
- 山田美樹
- 山名靖英
- 山中貞則
- 山花貞夫
- 山村庄之助（1958年 - 1959年）
- 山村新治郎（1964年 - 1992年）
- 山本一太
- 山本公一
- 山本幸三
- 山本左近
- 山本幸雄
- 山本譲司
- 山本孝史（1993 - 2000年、2001年 - 2007年）
- 山本拓
- 山本朋広
- 山本有二
- 横光克彦
- 横峯良郎
- 横山ノック
- 義家弘介
- 吉川貴盛
- 吉川赳
- 吉田茂
- 吉田之久
- 吉野正芳
- 吉村洋文
- 米沢隆
- 米田建三

### わ
- 若井康彦
- 若泉征三
- 若狭勝
- 若林秀樹
- 若林正俊
- 若松謙維
- 若宮健嗣
- 脇雅史
- 和嶋未希
- 早稲田柳右衛門
- 和田一郎
- 和田一仁
- 和田耕作
- 和田貞夫
- 和田静夫（1968年 - 1986年、1990年 - 1993年）
- 和田隆志
- 和田教美
- 和田鶴一
- 和田春生
- 和田洋子
- 和田博雄
- 和田政宗
- 渡瀬憲明
- 渡部篤
- 渡部一郎
- 渡部一夫
- 渡辺栄一
- 渡辺嘉蔵
- 渡辺孝一
- 渡辺浩一郎
- 渡辺紘三
- 渡部恒三
- 渡辺三郎
- 渡辺省一
- 渡辺四郎
- 渡辺惣蔵
- 渡辺孝男
- 渡辺武
- 渡辺武三
- 渡辺具能
- 渡辺秀央
- 渡辺博道
- 渡部正郎
- 渡邉美樹
- 渡辺美智雄（1963年 - 1995年）
- 渡部通子
- 渡辺貢
- 渡部行雄
- 渡邊良夫
- 渡辺芳男
- 渡辺義彦
- 渡辺喜美
- 渡部義通
- 渡辺朗
- 綿貫民輔
- 亘四郎
- 鰐淵俊之
- 藁科満治